# 圣母赎虏圣殿 (巴塞罗那)
圣母赎虏圣殿 是加泰罗尼亚巴塞罗那罗马天主教宗座圣殿. 该堂建于1765-1775年，巴洛克风格，为加泰罗尼亚建筑师 Josep Mas i Dordal的作品。教堂的穹顶顶部为圣母像。该堂是巴塞罗那的第二座宗座圣殿，仅次于巴塞罗那主教座堂。1918年教宗本笃十五世将该堂升格为宗座圣殿，正值圣母赎虏会会祖圣伯多禄·诺拉谷受圣母的启示（1218年）700周年。